# Debbie Matenopoulos
Debbie Matenopoulos (* 13. Dezember 1975 in Richmond, Virginia) ist eine US-amerikanische Journalistin, Talkshow-Moderatorin und Schauspielerin. Obwohl in den Vereinigten Staaten geboren ist sie griechischer Abstammung, so dass ihr Geburtsname – nach ihrer Großmutter – Despina Matenopoulos lautete. Dieser Name wurde später zu Debbie „amerikanisiert“.

## Leben
Zunächst besuchte sie für 2 Jahre die Virginia Commonwealth University, bis sie dann zur „School of Journalism“ an der New York University wechselte. Während dieser Zeit arbeitete sie außerdem für MTV. Von der Kabelführung stieg sie kontinuierlich auf, wobei sie als interne Mitarbeiterin begann und schließlich Story-Koordinator der Sendung UnFiltered wurde.
1997 wurde sie zum Co-Moderator von Barbara Walters’ Talkshow The View, verließ aber bereits 1999. (Einige Quellen behaupten, sie wurde gefeuert.) Im selben Jahr wechselte sie zum TV Guide Channel. Im Jahr 2000 spielte Debbie Lisa Swayzak im Film Endsville sowie eine Rolle im Film Angryman von 2001. Darüber hinaus lieh sie von 1999 bis 2002 ihre Stimme ihrem animierten Alter Ego bei Celebrity Deathmatch auf MTV. Ab 2005 moderierte sie zusammen mit Ken Taylor die Show The Screening Room auf dem TV Guide Channel.
Am 5. Juli 2005 heiratete sie Jay Faires, den Präsidenten und Gründer von Mammoth Records, einem amerikanischen Plattenlabel.